# USA:s Grand Prix 1964
USA:s Grand Prix 1964 var det nionde av tio lopp ingående i formel 1-VM 1964.  

## Resultat
1. Graham Hill, BRM, 9 poäng
2. John Surtees, Ferrari, 6
3. Jo Siffert, R R C Walker (Brabham-BRM), 4
4. Richie Ginther, BRM, 3
5. Walt Hansgen, Lotus-Climax, 2
6. Trevor Taylor, BRP-BRM, 1
7. Jim Clark, Lotus-Climax (varv 102, bränslebrist)
8. Mike Hailwood, Reg Parnell (Lotus-BRM) (101, oljerör)

### Förare som bröt loppet
- Dan Gurney, Brabham-Climax (varv 69, oljetryck)
- Hap Sharp, R R C Walker (Brabham-BRM) (65, för få varv)
- Lorenzo Bandini, Ferrari (58, motor)
- Mike Spence, Lotus-Climax (54, insprutning)
- Ronnie Bucknum, Honda (50, överhettning)
- Chris Amon, Reg Parnell (Lotus-BRM) (47, motor)
- Joakim Bonnier, R R C Walker (Brabham-Climax) (37, hjul)
- Bruce McLaren, Cooper-Climax (27, motor)
- Jack Brabham, Brabham-Climax (14, motor)
- Phil Hill, Cooper-Climax (4, tändning)
- Innes Ireland, BRP-BRM (2, växellåda)

## VM-ställning
| Förarmästerskapet 1. Graham Hill, BRM, 39 2. John Surtees, Ferrari, 34 3. Jim Clark, Lotus-Climax, 30 | Konstruktörsmästerskapet 1. Ferrari, 43 2. BRM, 42 3. Lotus-Climax, 36 |